# دلب هسباني
الدلب الهسباني أو الهجين أو اللندني أو دُلب قَيْقَبِي أو ضَرَا أو عَيْثَام (باللاتينية: Platanus hispanica) نوع من الأشجار المعمرة متساقطة الأوراق، يتبع جنس الدلب من الفصيلة الدلبية (بالإنجليزية: Platanaceae)‏. يعتقد أنه هجين بين الدلب المشرقي والدلب الغربي، بينما يعتقد آخرون أنه ليس سوى صنف من الدلب المشرقي.

## الموئل والانتشار
سجل انتشار الدلب الهسباني لأول مرة في إسبانيا، حيث يعتقد أنه نتج من تهجين طبيعي لأشجار دلب مشرقي ودلب غربي زرعت متجاورة.

## الوصف النباتي
يبلغ ارتفاع الشجرة بين 20-35 م، ونادراً يصل إلى 40 متراً.
الأوراق والثمار وسيطة بين الدلب المشرقي والدلب الغربي. تحمل أوراق الدلب الهسباني بالتناوب على الجذع. الأوراق بسيطة مفصصة وتشبه أوراق القيقب. النبات أحادي المسكن. تتكون الأزهار في مجموعات من نورة إلى ثلاث نورات (وعلى الأغلب ما تكون من اثنتين) تحمل على سويقة متدلية. الثمار كروية محاظة بأهداب.

## معرض الصور

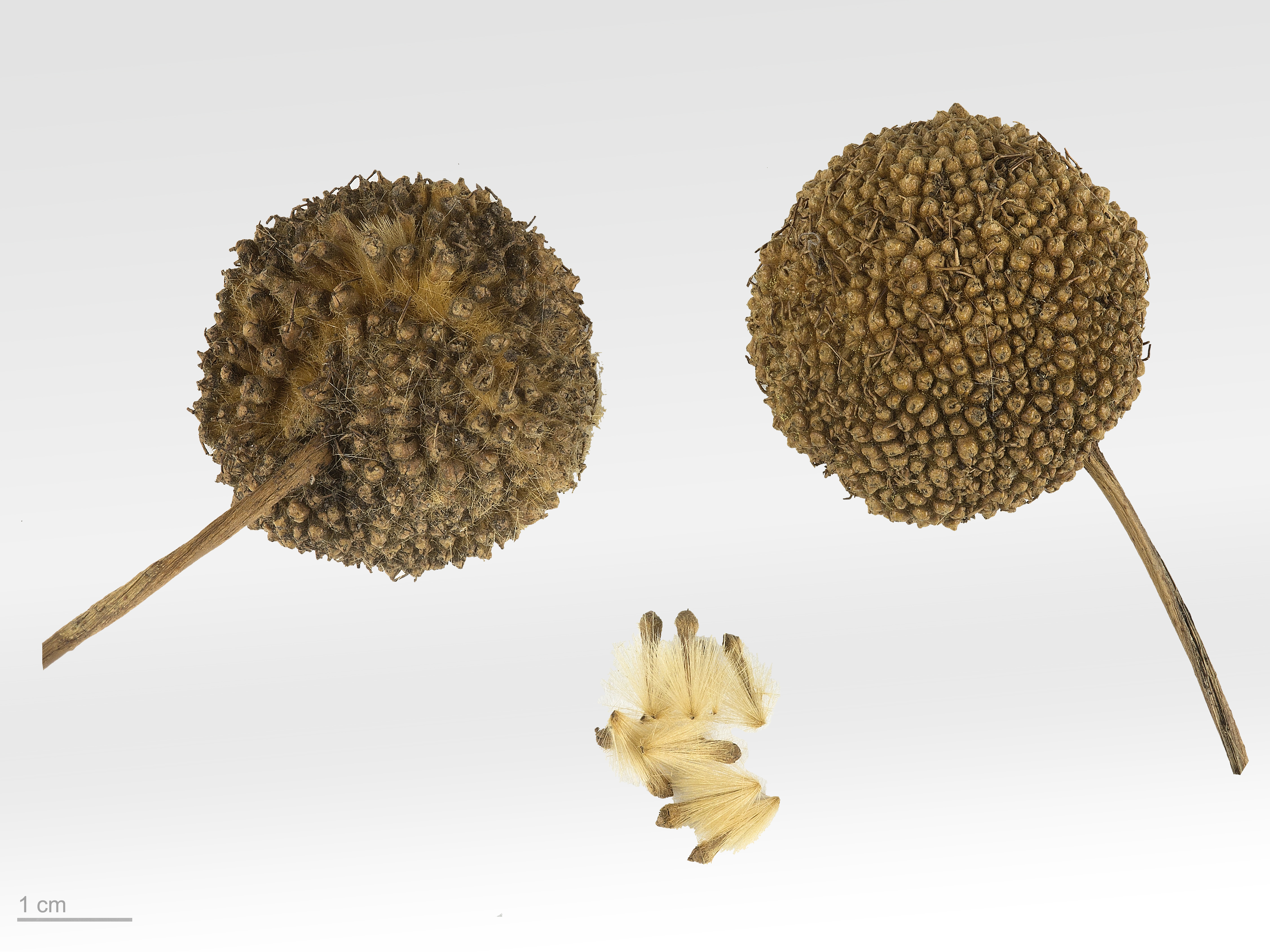
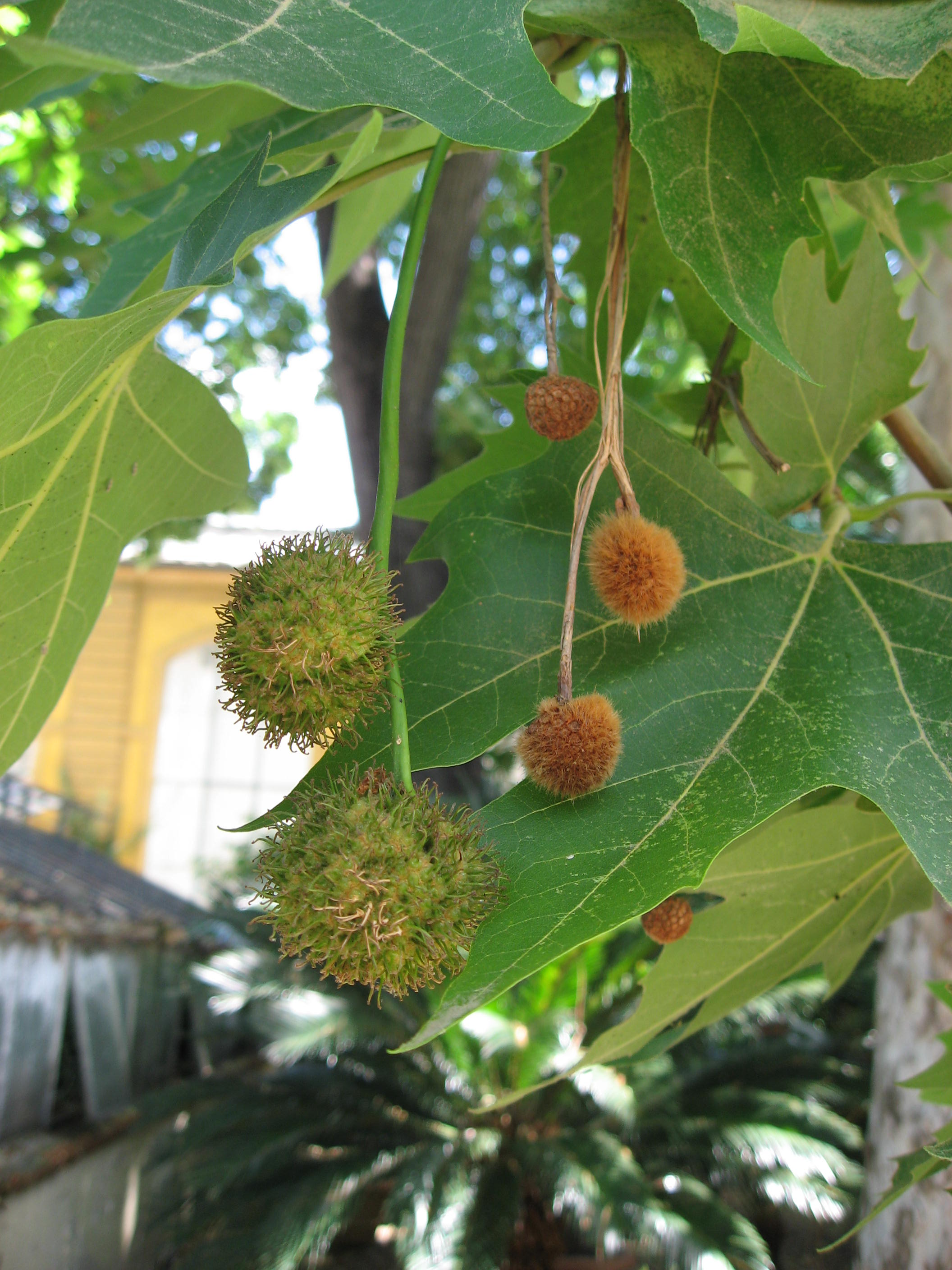
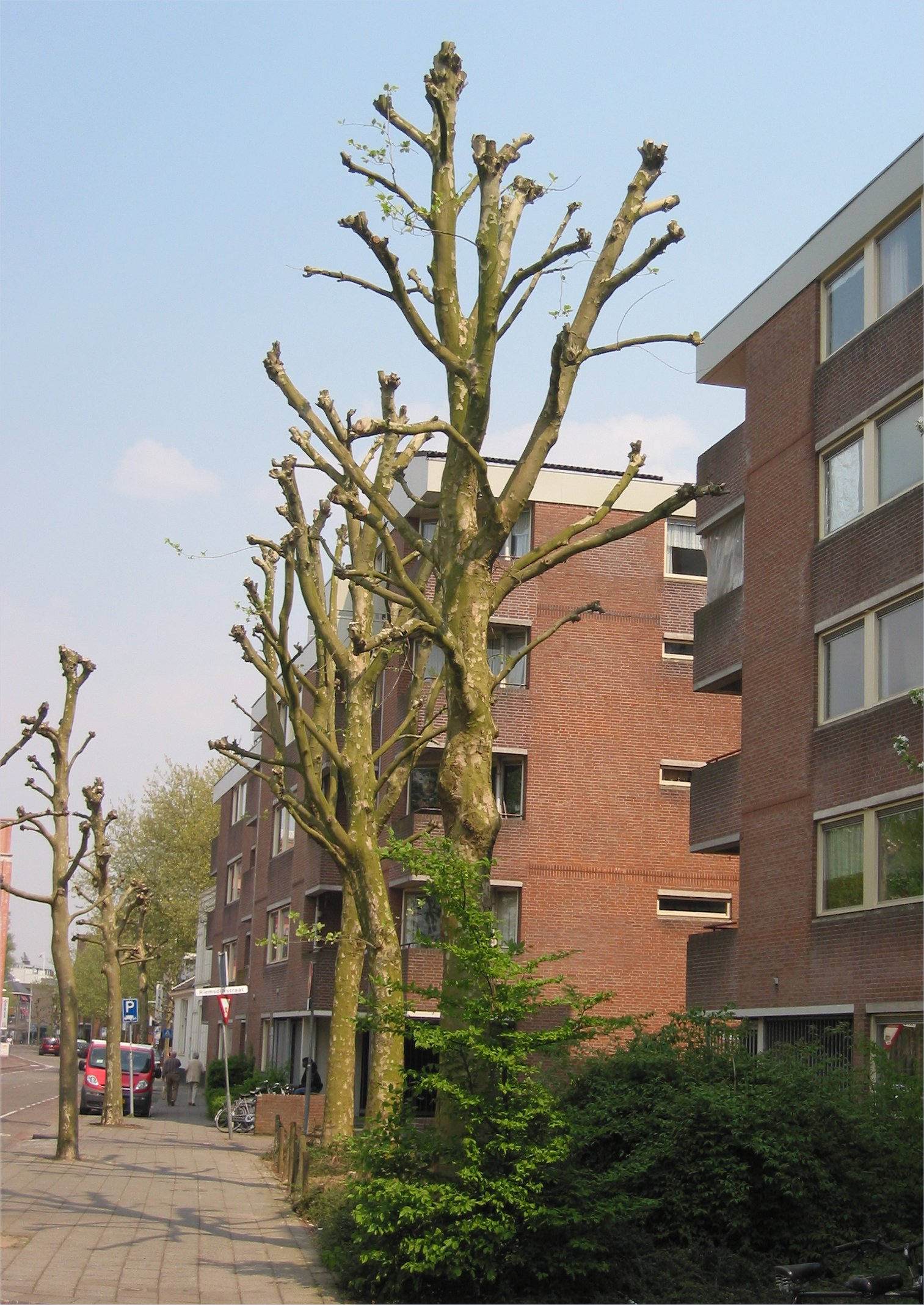
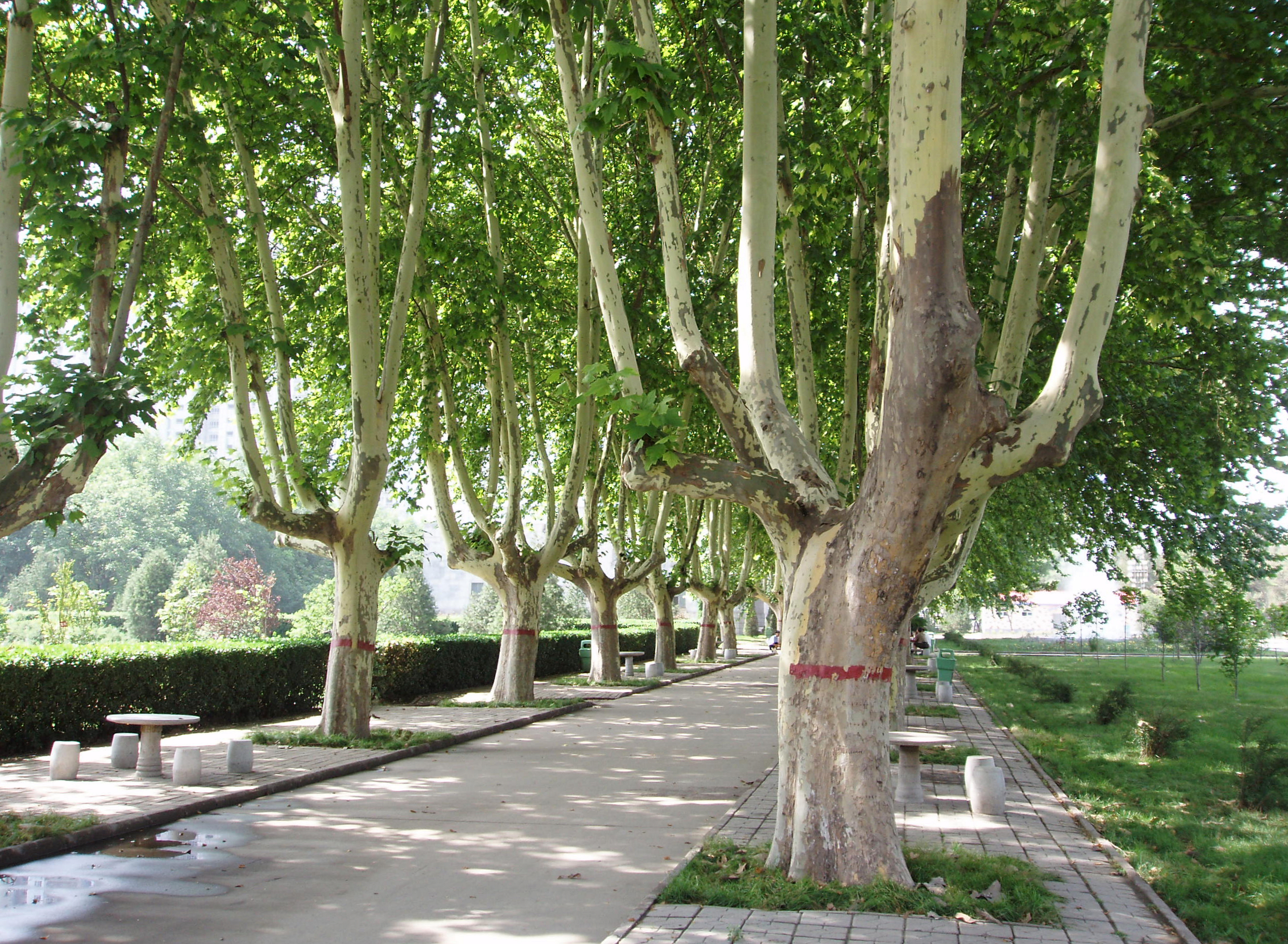
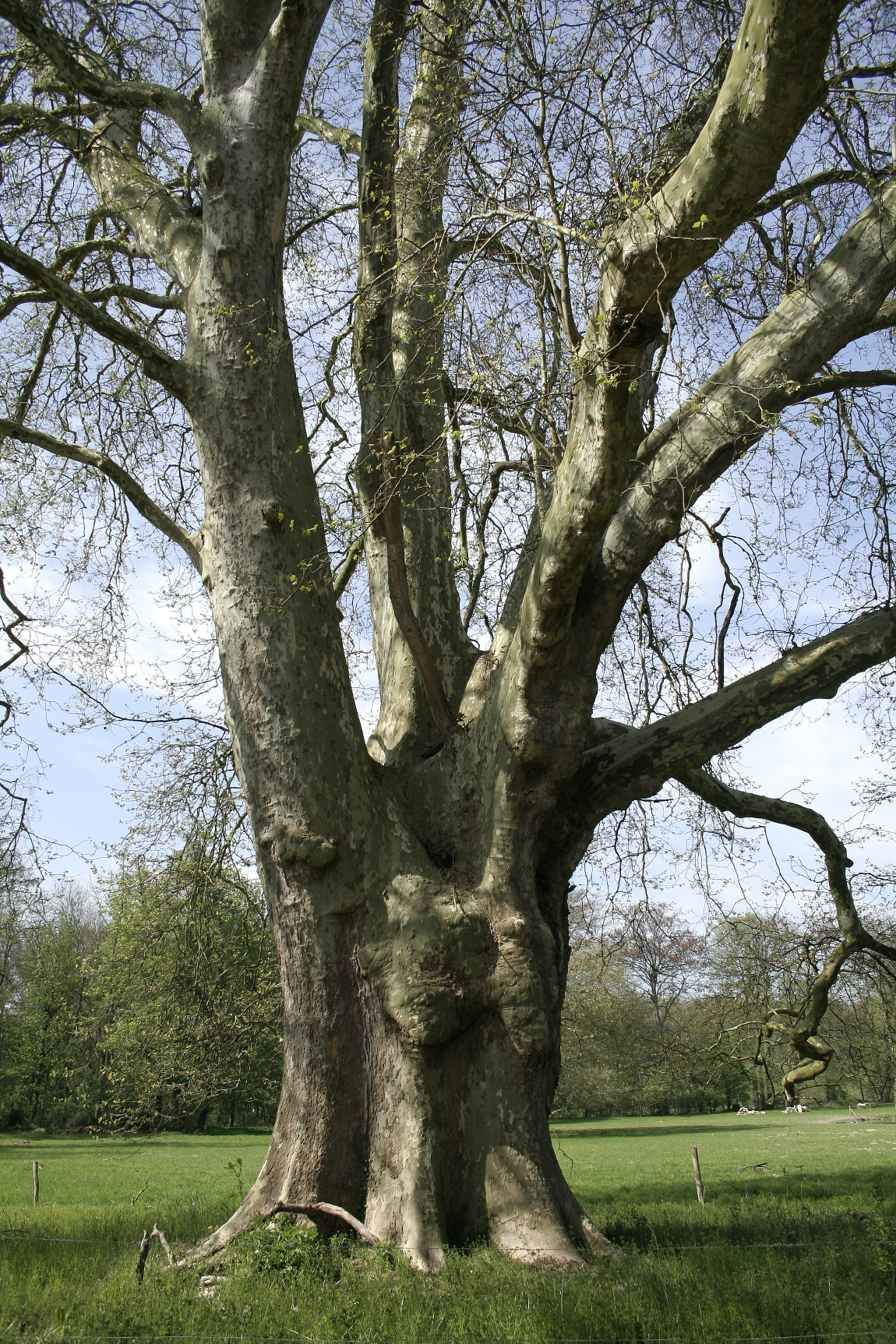
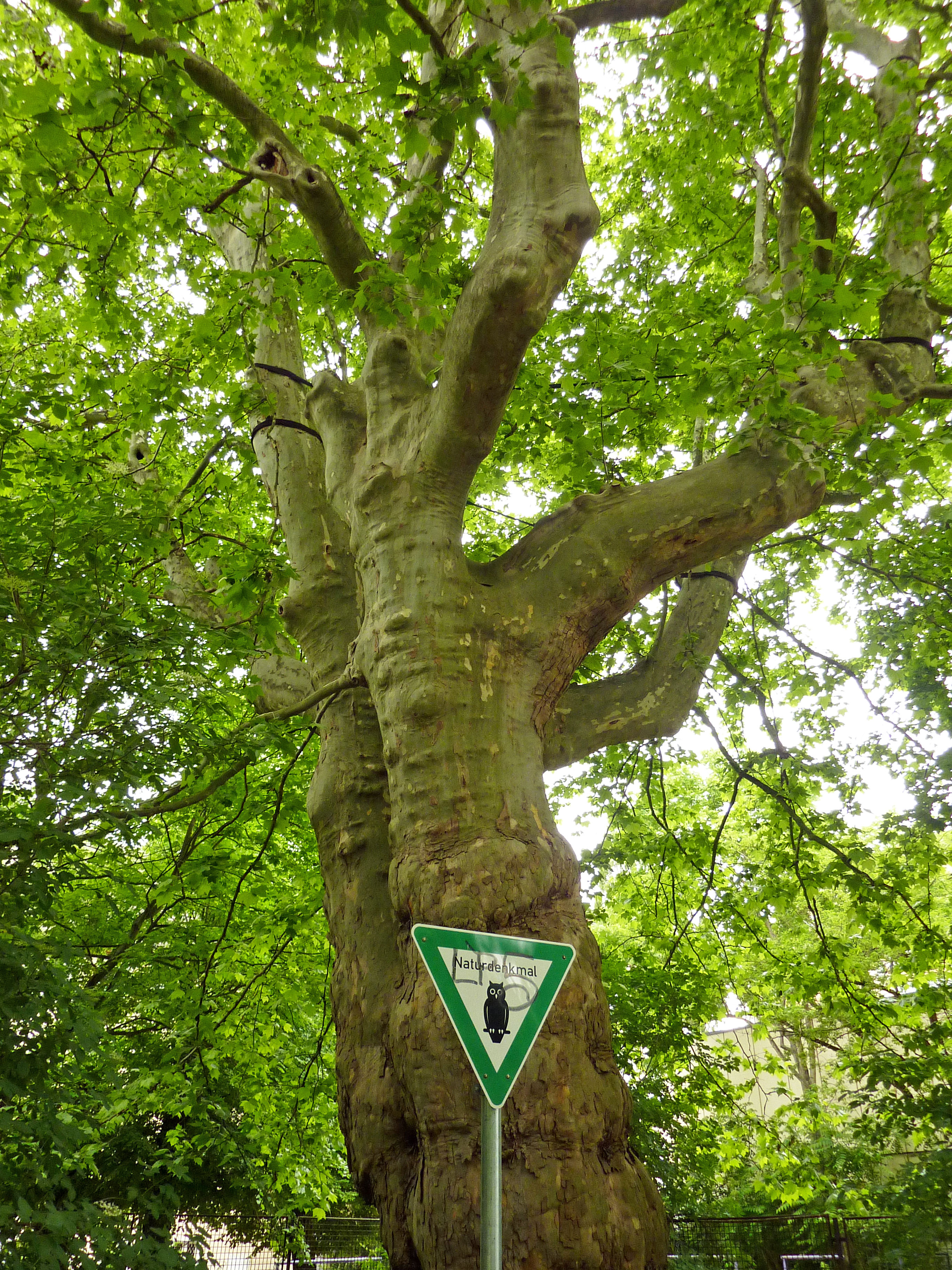